# Catacraerus cupreoviridis
Catacraerus cupreoviridis är en skalbaggsart som först beskrevs av Desbordes 1917.  Catacraerus cupreoviridis ingår i släktet Catacraerus och familjen stumpbaggar. Inga underarter finns listade i Catalogue of Life.